# النقل السككي في موريتانيا
تتوفر موريتانيا على خط سككي واحد، ويمتد على طول 700 كلم، وهو يربط بين مناجم الحديد في ازويرات وبين ميناء نواذيبو. ويتم تشغيل هذا القطار من طرف الشركة الوطنية للصناعة والمناجم (سنيم).

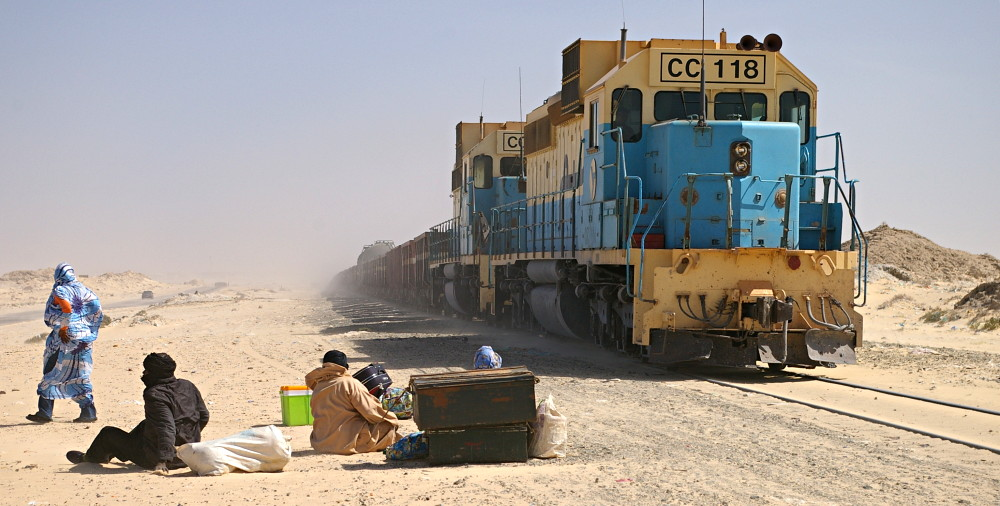
قطار الصحراء في موريتانيا

## قطار الصحراء

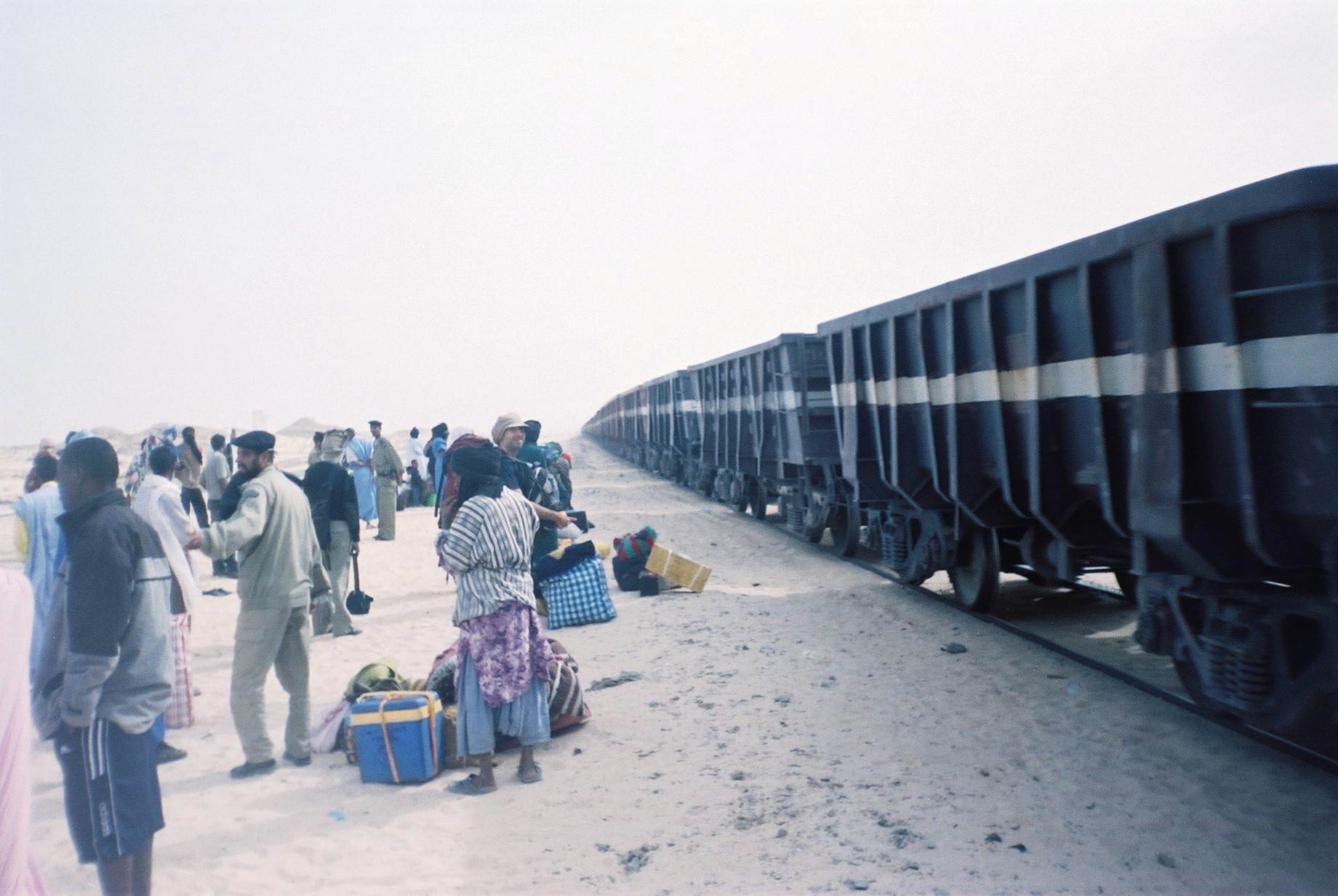
قطار السكة الحديد موريتانيا في محطة نواذيبو

منذ تشغيله في عام 1963، يقطع قطار الصحراء في موريتانيا 700 كلم يوميا من ميناء نواذيبو على ساحل الأطلسي إلى مناجم الحديد في ازويرات شمال موريتانيا، وتستغرق الرحلة بأكملها نحو 20 ساعة ويمر خلالها القطار بالعديد من القرى النائية كشوم، وافديرك. ويضم القطار الذي يبلغ طوله كيلومترين، ثلاث أو أربع قاطرات وعربة ركاب وما بين 200 و210 عربة بضائع، قد تحمل كل منها، في رحلة القطار إلى نواذيبو، ما يصل إلى 84 طنا من خام الحديد. وينقل القطار الركاب أيضا من المناطق النائية في قلب الصحراء وإليها، إذ يختصر ما يصل إلى 500 كيلومتر على سكان هذه المناطق الذين يسافرون في المعتاد عبر طريق طويل جنوبا إلى العاصمة الموريتانية نواكشوط. كما يقوم القطار بفك العزلة ونقل مياه الشرب والمواد الغذائية لسكان المناطق النائية التي يعبرها.

## التاريخ
كان الخط ناجحًا ووفر جزءًا كبيرًا من الناتج المحلي الإجمالي لموريتانيا، نتيجة لذلك تم تأميم الخط في عام 1974.
بعد سيطرة موريتانيا لجنوب الصحراء الغربية في عام 1976، تعرض الخط للهجوم المستمر من قبل جبهة البوليساريو، مما أدى فعليًا إلى إبعاد الخط عن الاستخدام وبالتالي شلّ الاقتصاد الموريتاني. لعب هذا دورًا رئيسيًا في دفع الجيش للإطاحة بالرئيس الموريتاني مختار ولد داداه عام 1978، تلاه انسحاب من الصحراء الغربية في العام التالي. مع تأمين الخط، تم إجراء الإصلاحات وبدأت القطارات في العمل مرة أخرى في أوائل الثمانينيات. يعتبر هذا السكة الحديدية غير معتاد لاستخدامه للمقرن من النوع السوفيتي SA-3، وهو نادر جدًا في البلدان غير السوفيتية السابقة.